# Disposable Arts
Disposable Arts è il secondo album del rapper statunitense Masta Ace, pubblicato nel 2001. L'artista ritorna dopo una pausa di sei anni, pur restando effettivamente attivo nel panorama underground in questo periodo, narrando la storia di un detenuto che esce di prigione, torna a casa e frequenta l'Institute of Disposable Arts, scuola per diventare un artista hip hop. L'album è accolto eccellentemente dai critici musicali.
| Recensione    | Giudizio   |
| ------------- | ---------- |
| AllMusic      | [ 1 ]      |
| RapReviews    | [ 3 ]      |
| The A.V. Club | favorevole |
| Sputnikmusic  | [ 5 ]      |
| HipHopDX      | [ 6 ]      |
| Exclaim!      | favorevole |

## Tracce
| #  | Titolo                                 | Autori testi                                       | Autori musiche                               | Performer(s)                      |
| -- | -------------------------------------- | -------------------------------------------------- | -------------------------------------------- | --------------------------------- |
| 1  | "The Release"                          |                                                    |                                              | *Interlude*                       |
| 2  | "Too Long"                             | D. Clear, K. Givens                                | Masta Ace                                    | Masta Ace, Apocalypse             |
| 3  | "Block Episode"                        | D. Clear, L. Tineo, R. Truell, V. Johnson          | Luis "Sabor" Tineo                           | Masta Ace, Punch & Words          |
| 4  | "IDA Commercial"                       |                                                    |                                              | Tonedeff                          |
| 5  | "Don't Understand"                     | D. Clear, P. Killanski, G. Mays                    | Paul Nice                                    | Masta Ace, Greg Nice              |
| 6  | "Goodbye Lisa"                         |                                                    |                                              | *Interlude*                       |
| 7  | "Hold U"                               | D. Clear, L. Dorrell, T. Ibrahim                   | Ayatollah                                    | Masta Ace, Jean Grae              |
| 8  | "Every Other Day"                      | D. Clear, T. Raic, L. Griffith                     | Xplicit                                      | Masta Ace, Sas, Mr. Lee Gee       |
| 9  | "Roommates Meet"                       |                                                    |                                              | *Interlude*                       |
| 10 | "Take a Walk"                          | D. Clear, G. Baker, K. Givens                      | Gerrard C. Baker                             | Masta Ace, Apocalypse             |
| 11 | "Something's Wrong"                    | D. Clear, M. Sasek, S. Stricklin, D. Battle        | Koolade                                      | Masta Ace, Strick, Young Zee      |
| 12 | "The Classes"                          |                                                    |                                              | *Interlude*                       |
| 13 | "Acknowledge"                          | D. Clear, T. Raic, N. Jones                        | Xplicit                                      | Masta Ace                         |
| 14 | "Enuff"                                | D. Clear, R. Hunter, L. Griffith                   | Rodney Hunter                                | Masta Ace, Mr. Lee Gee            |
| 15 | "Watching the Game"                    |                                                    |                                              | *Interlude*                       |
| 16 | "Unfriendly Game"                      | D. Clear, L. Tineo, S. Stricklin                   | Luis "Sabor" Tineo                           | Masta Ace, Strick                 |
| 17 | "Alphabet Soup"                        | D. Clear, D. Padilla                               | Domingo                                      | Masta Ace                         |
| 18 | "Dear Yvette"                          | D. Clear, R. Alphonse, L. Morris, J. Harrell       | DJ Rob                                       | Masta Ace, Jane Doe               |
| 19 | "I Like Dat"                           | D. Clear, W. Bagley, A. Val, V. Johnson, R. Truell | The Courts Production Co. (DJ 3D & DJ A.Vee) | Masta Ace, Punchline & Wordsworth |
| 20 | "P.T.A. (Planes, Trains, Automobiles)" | D. Clear, W. Polk III, R. McBride, J. Robinson     | Deacon The Villain                           | Masta Ace, King Tee, J-Ro         |
| 21 | "Type I Hate"                          | D. Clear, D. Padilla, R. Fisher, S. Boatwright     | Domingo                                      | Masta Ace, Rah Digga, Leschea     |
| 22 | "Dear Diary"                           | D. Clear, D. Padilla                               | Domingo                                      | Masta Ace                         |
| 23 | "Last Rights"                          |                                                    |                                              | *Interlude*                       |
| 24 | "No Regrets"                           | D. Clear, D. Padilla                               | Domingo                                      | Masta Ace                         |

## Classifiche
| Classifica (2001)         | Posizione massima |
| ------------------------- | ----------------- |
| US Top R&B/Hip-Hop Albums | 90                |